# یوسف هارملین
یوسف هارملین (۱۹ آوریل ۱۹۲۲–۱۲ سپتامبر ۱۹۹۴) در سال‌های ۱۹۶۴–۱۹۷۴ و همچنین مجدداً در سال‌های ۱۹۶۸–۱۹۸۸ رئیس سازمان امنیت عمومی کشور اسرائیل (شین. بت) و نیز سفیر اسرائیل در ایران (تا قبل از انقلاب ۱۳۵۷)و آفریقای جنوبی بود.

## آغاز زندگی او
هارملین در (۱۹ آوریل ۱۹۲۲) در وین، در کشور اتریش به دنیا آمد و سپس، به عضویت جنبش جوانان "Maccabi Ha'Tsair" پیوست و بعداً به گروه "Haaach" وین ملحق شد. او در (۱۷ آوریل ۱۹۳۹)، تحت عنوان برنامه مهاجرت جوانان، شش ماه پس از جریان و واقعه "کریستال ناخت"، به کشور اسرائیل مهاجرت کرد. او یکی از شاگردان در دهکده جوانان "بن شمن" و یکی از اعضای هسته "گوردونیا اپیلیم" بود که کیبوتص "نوه یام" را تأسیس کردند.

## حرفه
هارملین بعد از مدتی به سازمان «هاگانا» در اسرائیل پیوست و دوره فرماندهی جوخه را در این سازمان گذراند. وی در سال ۱۹۴۲ به‌طور داوطلبانه به خدمت در ارتش بریتانیا درآمد و به مدت پنج سال در صفوف ارتش آن کشور خدمت کرد. وی پس از بازگشت به کشور اسرائیل، مجدداً توسط «حییم لاسکوف»، برای دفاع از کشورش استخدام شد و به آموزش نظامی پرداخت. در جنگ استقلال اسرائیل، در عملیات «نخشون» شرکت کرد و در این عملیات، فرماندهی گروهان کمکی گردان ۵۸ در تیپ «گیوآتی» را بر عهده داشت.
در (فوریه سال ۱۹۴۹)، هارملین توسط «ایسر هارعل»، به عضویت سازمان «شین. بت.» درآمد. وی پس از بازنشستگی، در بین سالهای (۱۹۷۸–۱۹۷۹)، سفیر اسرائیل در ایران بود.
پس از ظهور انقلاب ایران و قبل از تعطیلی سفارت اسرائیل در تهران، هارملین فرصتی برای ارائه منشور خود بدولت ایران نداشت. در سالهای (۱۹۷۹–۱۹۸۱)، او به عنوان سفیر اسرائیل در آفریقای جنوبی نیز خدمت کرد. وی همچنین به عنوان ناظر بر سیستم امنیتی در دیوان محاسبات کشور خدمت کرد.
با استعفای آبراهام شالوم از ریاست سازمان «شین. بت.»، به‌دنبال ماجرای خط اتوبوس ۳۰۰، هارملین مجدداً به ریاست سازمان فراخوانده شد. وی پس از بازنشستگی از سازمان «شین. بت»، در شهرداری شهر اورشلیم به عنوان مسئول پذیرایی از بازدیدکنندگان مشغول به کار شد..
وی به عنوان رئیس هیئت مدیره شرکت زیر ساخت نفت و انرژی هم فعالیت می‌کرد.

## خانواده و میراث
هارملین از همسر اولش دو دختر داشت. همسر دوم او، سارا (شریکا) گربر، خواهر بازیگری بنام یوسی گربر بود. او ساکن تل آویو و بیوه سرهنگ دوم «آشر دارومی» (پوپوسکی) بود که به همراه سرگرد اساف سیمهونی، در یک سانحه هوایی کشته شدند.
هارملین بعداً پسر شیریکا و آشر بنام آلون را به فرزندی پذیرفت که وی نیز بعداً نام خانوادگی خود را به هارملین تغییر داد. آلون هارملین، استاد زیست‌شناسی در مؤسسه علوم «وایزمن» است و تا سال ۲۰۲۳ به عنوان معاون این مؤسسه، در قسمت اداری و مالی آن فعالیت می‌کند. همسر آلون بنام میکال، دختر آبراهام ارنان است.
به یادبود یوسف هارملین، صندوقی برای اعطای کمک هزینه‌های تحصیلی برای اعضای سازمان «شین. بت.» تأسیس شد.